# 1991 en sport
Cet article présente les faits marquants de l'année 1991 en sport.

## Athlétisme
- 30 août : Mike Powell signe un bond de 8,95 mètres lors du concours de saut en longueur des championnats du monde d’athlétisme. Bob Beamon est dépassé.

## Automobile
- 17 janvier : cent unième victoire du Finlandais Ari Vatanen au rallye Paris-Dakar.
- 23 juin : première victoire d’une marque japonaise aux 24 heures du Mans. Mazda s’impose avec l’équipage Weidler, Gachot et Herbert.
- 21 novembre : le Finlandais Juha Kankkunen remporte le championnat du monde des rallyes.
- Ayrton Senna remporte le Championnat du monde de Formule 1 au volant d'une McLaren-Honda.

## Baseball
- Finale du championnat de France : Paris UC bat BCF.
- Les Twins du Minnesota remportent la Série mondiale sur les Braves d'Atlanta.
- Rickey Henderson réussit son 939e but volé. Il dépasse Lou Brock et établit le record des Ligues majeures.
- Dennis Martinez des Expos de Montréal lance le 13e match parfait de l'histoire des Ligues majeures.

## Basket-ball
- 18 avril : Split gagne la Coupe d’Europe pour la troisième fois consécutivement.
- Antibes est champion de France.
- NBA : les Chicago Bulls de Michael Jordan remportent leur premier titre NBA en battant en finales les Los Angeles Lakers de Magic Johnson par 4 à 1.

## Boxe
- 5 avril : le Français Christophe Tiozzo perd son titre de champion du monde WBA des super-moyens face au Panaméen Victor Cordoba.

## Cyclisme
- 14 avril : le Français Marc Madiot s’impose dans le Paris-Roubaix
- 16 mai : l’Espagnol Melchor Mauri remporte le Tour d’Espagne.
- 16 juin : l’Italien Franco Chioccioli remporte le Tour d’Italie.
- 28 juillet : l’Espagnol Miguel Indurain remporte le Tour de France devant Gianni Bugno et Claudio Chiappucci.
  - Article détaillé : Tour de France 1991
- L’Italien Gianni Bugno remporte le Championnat du monde sur route en ligne.

## Football
- 29 mars : Diego Maradona est déclaré positif à la cocaïne.
- 15 mai : Manchester United remporte la Coupe d'Europe des vainqueurs de coupes face au FC Barcelone, 2-1.
- 17 mai : l’Olympique de Marseille est champion de France.
- 22 mai : l’Inter Milan gagne la Coupe de l’UEFA.
- 29 mai : l’Étoile rouge Belgrade s’impose face à l’Olympique de Marseille en finale de la Coupe d’Europe des clubs champions.
- 8 juin : Monaco remporte la Coupe de France face à l’Olympique de Marseille, 1-0.
- 30 novembre : organisée en Chine, la première Coupe du monde féminine couronne les États-Unis, qui se défont de la Norvège en finale 2-1.
  - Article détaillé : Coupe du monde de football féminin 1991

## Football américain
- 27 janvier : les New York Giants remportent le Super Bowl XXV face aux Buffalo Bills, 20-19. Article détaillé : Saison NFL 1990.
- 9 juin : World Bowl I : London Monarchs (Angleterre) 21, Barcelone Dragons (Espagne) 0.
- Finale du championnat de France : Argonautes Aix bat Castors Paris.
- Eurobowl V : Amsterdam Crusaders (Hollande) 21, Berlin Adler (Allemagne) 20.

## Golf
- Mai, Masters : Ian Woosnam.
- Juin, US Open : Payne Stewart.
- Juillet, British Open : Ian Baker-Finch.
- Août, PGA Championship : John Daly.

## Hockey sur glace
- Les Penguins de Pittsburgh remportent la Coupe Stanley.
- Coupe Magnus : Grenoble champion de France.
- SC Berne champion de Suisse.
- La Suède remporte le championnat du monde.
- Le Djurgårdens IF remporte la Coupe d'Europe des clubs champions.

## Jeux méditerranéens
- La onzième édition des Jeux méditerranéens se tient du 28 juin au 12 juillet à Athènes (Grèce).

## Judo
- 28 juillet : à Barcelone, la Française Cécile Nowak est couronnée championne du monde des 48 kg.
- à Barcelone, Stéphane Traineau devient champion du monde des - 95 kg (mi-lourds)

## Moto
- Vitesse
  - 500 cm3 : Wayne Rainey (États-Unis) champion du monde en 500 cm3 sur une Yamaha.
  - 250 cm3 : Luca Cadalora (Italie) champion du monde en 250 cm3 sur une Honda.
  - 125 cm3 : Loris Capirossi(Italie)champion du monde en 125 cm3 sur une Honda.
- Endurance
  - 19 septembre : Suzuki gagne le Bol d'or avec l’équipage Dominique Sarron (6e victoire), Bruno Bonhuil et Jean-Marc Delétang.
- Moto-cross
  - 500 cm3 : Georges Jobé (Belgique) est champion de monde en 500 cm3 sur une Honda.
  - 250 cm3 : Trampas Parker (États-Unis) est champion de monde en 250 cm3 sur une Suzuki.
  - 125 cm3 : Stefan Everts (Belgique) est champion de monde en 125 cm3 sur une Suzuki.

## Natation
- 7 janvier : aux  Championnats du monde qui se déroulent à Perth (Australie), le Hongrois Norbert Rózsa bat le record du monde du 100 m brasse en 1 min 1 s 45.
- 13 janvier : aux  Championnats du monde de Perth, l'Allemand Jorg Hoffmann bat le record du monde sur 1 500 m en 14 min 50 s 36.

## Patinage artistique
- 15 mars : à Munich,  Isabelle et Paul Duchesnay sont les premiers Français à remporter les Championnats du monde de danse.

## Rugby à XIII
- 19 mai : à Carcassonne, Saint-Gaudens remporte la Coupe de France face à Pia 30-4.
- 26 mai : à Toulouse, Saint-Gaudens remporte le Championnat de France face à Villeneuve-sur-Lot 10-8.
- 31 juillet : L'Australie remporte la Coupe du monde de rugby à XIII.
  - Article de fond : Coupe du monde de rugby à XIII 1989-1992

## Rugby à XV
- 16 mars : l’Angleterre signe un Grand Chelem dans le Tournoi.
  - Article détaillé : Tournoi des cinq nations 1991
- 1er juin : le CA Bègles est champion de France.
- 4 novembre : l’Australie gagne la coupe du monde.
  - Article détaillé : Coupe du monde de rugby 1991

## Ski alpin
- Championnats du monde à Saalbach (Autriche) : l'Autriche remporte 11 médailles, dont 5 d'or.
- Coupe du monde
  - Le Luxembourgeois Marc Girardelli remporte le classement général de la Coupe du monde.
  - L'Autrichienne Petra Kronberger remporte le classement général de la Coupe du monde féminine.

## Tennis
- Open d'Australie : Boris Becker gagne le tournoi masculin, Monica Seles s'impose chez les féminines.
- Tournoi de Roland-Garros : Jim Courier remporte le tournoi masculin, Monica Seles gagne dans le tableau féminin.
- Tournoi de Wimbledon : Michael Stich gagne le tournoi masculin, Steffi Graf s'impose chez les féminines.
- US Open : Stefan Edberg gagne le tournoi masculin, Monica Seles gagne chez les féminines.
- 11 mars : Monica Seles devient la plus jeune joueuse numéro 1 mondiale au classement WTA, détrônant Steffi Graf
- 1er décembre : La France remporte la Coupe Davis face aux États-Unis, 3-1. (Ce qui n'était pas arrivé depuis 59 ans).
  - Article détaillé : Coupe Davis 1991

## Naissances
- 7 janvier : Eden Hazard, 
  - Caster Semenya, athlète sud-africaine.
  - footballeur belge.

- 12 février : Patrick Herrmann, footballeur allemand.
- 13 février : Eliaquim Mangala, footballeur français.
- 14 février : Pauline Ado, surfeuse française.
- 21 février : 
  - Alexandre Iddir, judoka français.
  - Gregory Mertens, footballeur belge († 30 avril 2015).
- 22 février : Rebecca Cheptegei, coureuse de fond ougandaise († 4 septembre 2024).
- 24 février : Nicolas Benezet, footballeur français.
- 28 février : Hélène Receveaux, judokate française.

- 4 mars : Carles Planas, footballeur espagnol.
- 13 mars : François Affolter, footballeur suisse.
- 20 mars : Alexis Pinturault, skieur alpin français.
- 21 mars :  Antoine Griezmann,  footballeur français.
- 29 mars : N'Golo Kanté, footballeur français.

- 11 avril : Thiago Alcántara, footballeur espagnol.
- 13 avril : Mickaël Lopes Da Veiga, athlète de Kick-boxing franco-capverdien.
- 26 avril : Benjamin Lecomte, footballeur français.
- 27 avril : Lara Gut, Skieuse suisse.

- 3 juillet : Anastasia Pavlyuchenkova, joueuse de tennis russe.
- 4 juillet :
  - Souleymane Cissokho, boxeur français.
  - Gustave Tamba, boxeur français.
- 11 juillet : Soufiane Kaddouri, kick-boxeur néerlando-marocain.
- 31 juillet : Kenza Dali, footballeuse française.

- 3 août : Priscilla Gneto, judokate française.
- 15 août : Virginia Díaz Rivas, rameuse espagnole
- 26 août :
  - Marcelo Augusto Mathias da Silva, footballeur brésilien († 28 novembre 2016).
  - Arnaud Démare, coureur cycliste professionnel.

- 9 septembre : Oscar, footballeur brésilien.
- 12 septembre : Thomas Meunier, footballeur belge.

- 11 octobre : 
  - Julien Bourdon, joueur français de volley-ball.
  - Giuseppe De Luca, footballeur italien.
  - Joel Bitonio, joueur américain de football américain.
  - Jakub Śmiechowski, pilote de vitesse polonais.
- 23 octobre : Árpád Baróti, volleyeur hongrois.
- 28 octobre :
  - Warren Barguil, coureur cycliste français.
  - Lucy Bronze, footballeuse anglaise.
  - Liu Cuiqing, athlète handisport chinoise.
- 29 octobre :
  - Arismendy Alcántara, joueur de baseball dominicain.
  - Anita Blaze, escrimeuse française.
  - Linda Bousbaa, basketteuse française.
  - Aurélie Favre, basketteuse française.

- 10 novembre : Sabri Alliche, judoka français.

## Décès
- 15 mars : Robert Busnel, 76 ans, basketteur français, puis entraîneur. (° 14 septembre 1914).
- 6 avril : Bill Ponsford, 90 ans, joueur de cricket australien. (° 19 octobre 1900).
- 22 septembre : Louis Dugauguez, 73 ans, footballeur puis entraîneur français, sélectionneur de l'équipe de France A en 1967-1968. (° 21 février 1918).
- 18 décembre : George Abecassis, 78 ans, pilote automobile anglais, ayant disputé 2 GP de Formule 1 en 1951 et 1952. (° 21 mars 1913).